# Virginia Capers
Eliza Virginia Capers (* 22. September 1925 in Sumter, South Carolina; † 11. September 2004 in Los Angeles, Kalifornien) war eine US-amerikanische Schauspielerin und Sängerin.

## Leben und Karriere
Die Afroamerikanerin Virginia Capers besuchte die Howard University und nahm Gesangsstunden an der Juilliard School in New York. Sie arbeitete zunächst einige Zeit als Sängerin, unter anderem für den Bandleader Abe Lyman. 1957 war sie erstmals als Schauspielerin am Broadway zu sehen, als sie in dem Musical Jamaica die Sängerin Adelaide Hall ersetzte, welche die Produktion verlassen hatte. Capers entwickelte einen Ruf als erfahrene Charakterdarstellerin, zu größerer Bekanntheit gelangte sie aber erst im Jahr 1973 für ihre Hauptrolle im Broadway-Musical Raisin. Hierin spielte sie die Mutter einer afroamerikanischen Familie im Chicago der 1950er-Jahre. Die Kritiker überschlugen sich mit Lob und Capers wurde 1974 mit dem Tony Award als Beste Hauptdarstellerin in einem Musical ausgezeichnet.
Seit Anfang der 1960er-Jahre übernahm Capers auch diverse Rollen in Film und Fernsehen, wobei sie hier besonders oft in mütterlich wirkenden Nebenrollen besetzt wurde – manchmal in professionellen Rollen als Richterin oder Krankenschwester, gelegentlich aber auch in für schwarze Schauspieler eher stereotypischen Rollen als lautstarke Mutter oder als Dienstmädchen. Sie spielte in Filmen wie Big Jake (1971), Ferris macht blau (1986), Eine Familie namens Beethoven (1993) und Tina – What’s Love Got to Do with It? (1993). Zudem war sie Gastdarstellerin in zahlreichen Fernsehserien; in der Fernsehserie Der Prinz von Bel-Air übernahm sie in den 1990er-Jahren eine wiederkehrende Rolle als Mutter von Philip Banks, gespielt von James Avery. Ihre letzte Rolle spielte Capers ein Jahr vor ihrem Tod in der Fernseh-Miniserie Kingpin. 
In Los Angeles leitete Capers zeitweise die Lafayette Players, eine von ihr gegründete Theatergruppe für schwarze Schauspieler. Sie starb 2004 nach einer Lungenentzündung im Alter von 78 Jahren und hinterließ einen Sohn.

## Filmografie (Auswahl)
- 1961: Have Gun – Will Travel (Fernsehserie, Folge 5x04)
- 1962: Revolte in Block A (House of Women)
- 1962, 1963: Die Unbestechlichen (The Untouchables, Fernsehserie, 2 Folgen)
- 1966: Daniel Boone (Fernsehserie, Folge 3x08)
- 1967: Ritt zum Galgenbaum (The Ride to Hangman’s Tree)
- 1968–1969: Julia (Fernsehserie, 4 Folgen)
- 1969: The Lost Man – Es führt kein Weg zurück (The Lost Man)
- 1969: Dr. med. Marcus Welby (Marcus Welby, M.D., Fernsehserie, Folge 1x11)
- 1970: Meine drei Söhne (My Three Sons, Fernsehserie, Folge 10x16)
- 1970: Zwei dreckige Halunken (There Was a Crooked Man...)
- 1970: Die große weiße Hoffnung (The Great White Hope)
- 1970, 1973: Mannix (Fernsehserie, 2 Folgen)
- 1971: Latigo (Support Your Local Gunfighter)
- 1971: Big Jake
- 1972: Lady Sings the Blues
- 1972, 1973: California Cops – Neu im Einsatz (The Rookies, Fernsehserie, 2 Folgen)
- 1973: Big Boy – Der aus dem Dschungel kam (The World’s Greatest Athlete)
- 1976: Die Waltons (The Waltons, Fernsehserie, Folge 4x24)
- 1979: Eine ganz irre Truppe (The North Avenue Irregulars)
- 1979–1981: Quincy (Quincy, M.E., Fernsehserie, 3 Folgen)
- 1980: Mork vom Ork (Mork & Mindy, Fernsehserie, Folge 3x03 Mork trifft Peter Pan)
- 1981: Gefangene Liebe (Inmates: A Love Story, Fernsehfilm)
- 1982: Der Spielgefährte (The Toy)
- 1984: Die Aufsässigen (Teachers)
- 1984: Der Denver-Clan (Dynasty, Fernsehserie, Folge 5x04)
- 1984: Ein Engel auf Erden (Highway to Heaven, Fernsehserie, 2 Folgen)
- 1984: Chefarzt Dr. Westphall (St. Elsewhere, Fernsehserie, Folge 3x11)
- 1986: Mord ist ihr Hobby (Murder, She Wrote, Fernsehserie, Folge 2x13 Mord nach Maß)
- 1986: Jo Jo Dancer – Dein Leben ruft (Jo Jo Dancer, Your Life Is Calling)
- 1986: Ferris macht blau (Ferris Bueller’s Day Off)
- 1986: Howard – Ein tierischer Held (Howard the Duck)
- 1986: In der Hitze der Gewalt (The George McKenna Story, Fernsehfilm)
- 1986: Der Mann vom anderen Stern (Starman, Fernsehserie, Folge 1x10)
- 1986–1987: Downtown (Fernsehserie, 14 Folgen)
- 1987: Final Night – Die letzte Nacht (Backfire)
- 1987–1988: Frank’s Place (Fernsehserie, 22 Folgen)
- 1988: Golden Girls (The Golden Girls, Fernsehserie, Folge 3x23 Gemischte Gefühle)
- 1989: Der Bischof des Teufels (Unsub, Fernsehserie, 2 Folgen)
- 1990: Ehebruch – Einer war ihr nicht genug (Burning Bridges, Fernsehfilm)
- 1990: Leben um jeden Preis (When You Remember Me, Fernsehfilm)
- 1990–1992: Daddy schafft uns alle (Evening Shade, Fernsehserie, 4 Folgen)
- 1990–1995: Der Prinz von Bel-Air (The Fresh Prince of Bel-Air, Fernsehserie, 6 Folgen)
- 1993: Unter der Sonne Kaliforniens (Knots Landing, Fernsehserie, 2 Folgen)
- 1993: Tina – What’s Love Got to Do with It? (What’s Love Got to Do with It)
- 1993: Picket Fences – Tatort Gartenzaun (Picket Fences, Fernsehserie, Folge 2x02)
- 1993: Eine Familie namens Beethoven (Beethoven’s 2nd)
- 1994: Der Polizeichef (The Commish, Fernsehserie, Folge 3x12)
- 1995: Truman (Fernsehfilm)
- 1995: Die Todesliste (The Feminine Touch)
- 1995: Lautlos und tödlich (Raven Hawk, Fernsehfilm)
- 1996: Eine schrecklich nette Familie (Married... with Children, Fernsehserie, Folge 11x06)
- 1997: Party of Five (Fernsehserie, Folge 3x16 Schritt für Schritt)
- 1997: Practice – Die Anwälte (The Practice, Fernsehserie, Folge 1x01)
- 1998–1999: Allein unter Nachbarn (The Hughleys, Fernsehserie, 3 Folgen)
- 1999: Poltergeist – Die unheimliche Macht (Poltergeist: The Legacy, Fernsehserie, 2 Folgen)
- 1999: Bad City Blues
- 2000: The District – Einsatz in Washington (The District, Fernsehserie, Folge 1x03)
- 2001: Emergency Room – Die Notaufnahme (ER, Fernsehserie, 2 Folgen)
- 2001: Unsichtbare Bedrohung (Taking Back Our Town, Fernsehfilm)
- 2003: Kingpin – Kartell des Todes (Kingpin, Miniserie, Folge 1x03)